# Targ Rakowy
Targ Rakowy (niem. Krebsmarkt) – ulica w Gdańsku, w dzielnicy Śródmieście. Jeden z historycznych targów Gdańska, obecnie w formie ulicy i zazielenionego skweru.

## Położenie
Targ Rakowy jest położony pomiędzy Huciskiem (od północy), a Wałami Jagiellońskimi (od wschodu). Od południa przylega do Targu Siennego. Od zachodu ogranicza go linia kolejowa nr 9.
Przez środek targu przepływa Kanał Raduni.

## Historia

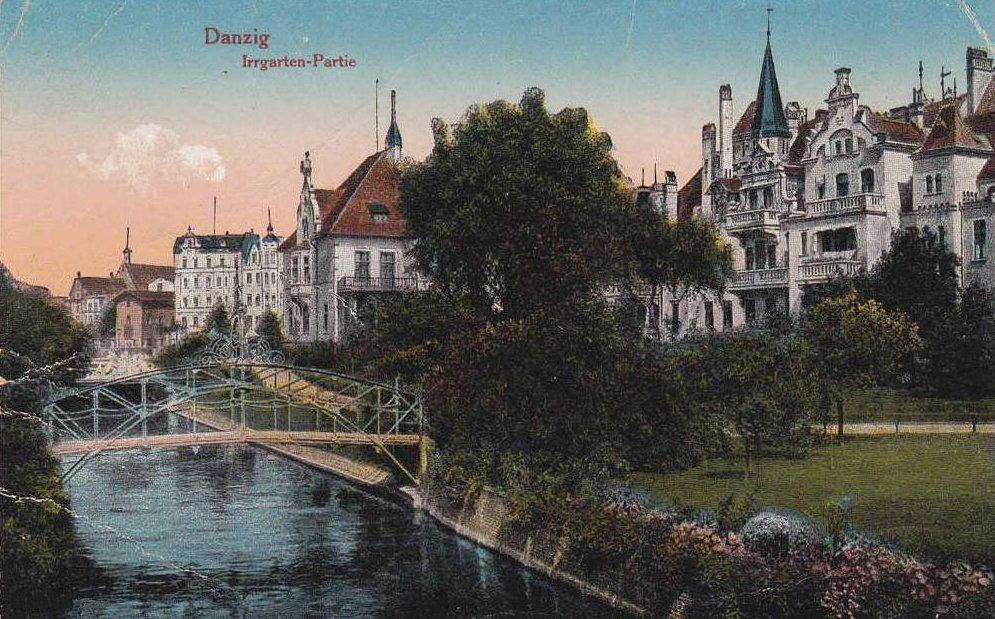
Mały Błędnik i Kanał Raduni, ok. 1900

Targ Rakowy był miejscem handlu rakami. Obszar ten znajdował się poza murami miejskimi. Pierwsze użycie nazwy zanotowano w 1763. W 1945 zmieniono nazwę na ulica Bojowców, a następnie, w 1953 ulicy nadano imię Mieczysława Kalinowskiego. Obecna nazwa została przywrócona dopiero w 1990 roku.
Na targu istniał ogród, tzw. Mały Błędnik (niem. Kleine Irrgarten), który przeobraził się w obecny mały park.
W 1896 zbudowano tu pierwszą w Gdańsku elektrownię (o mocy 1,7 MW) do obsługi gdańskich linii tramwajowych.
Po II wojnie światowej targ pozostawał niezabudowany i pusty, z wyjątkiem budynku biblioteki po wschodniej stronie. W 2018 zakończyła się realizacja komercyjnej zabudowy Targu Rakowego - centrum handlowego Forum Gdańsk.

## Obiekty
- Biblioteka Wojewódzka
- Forum Gdańsk

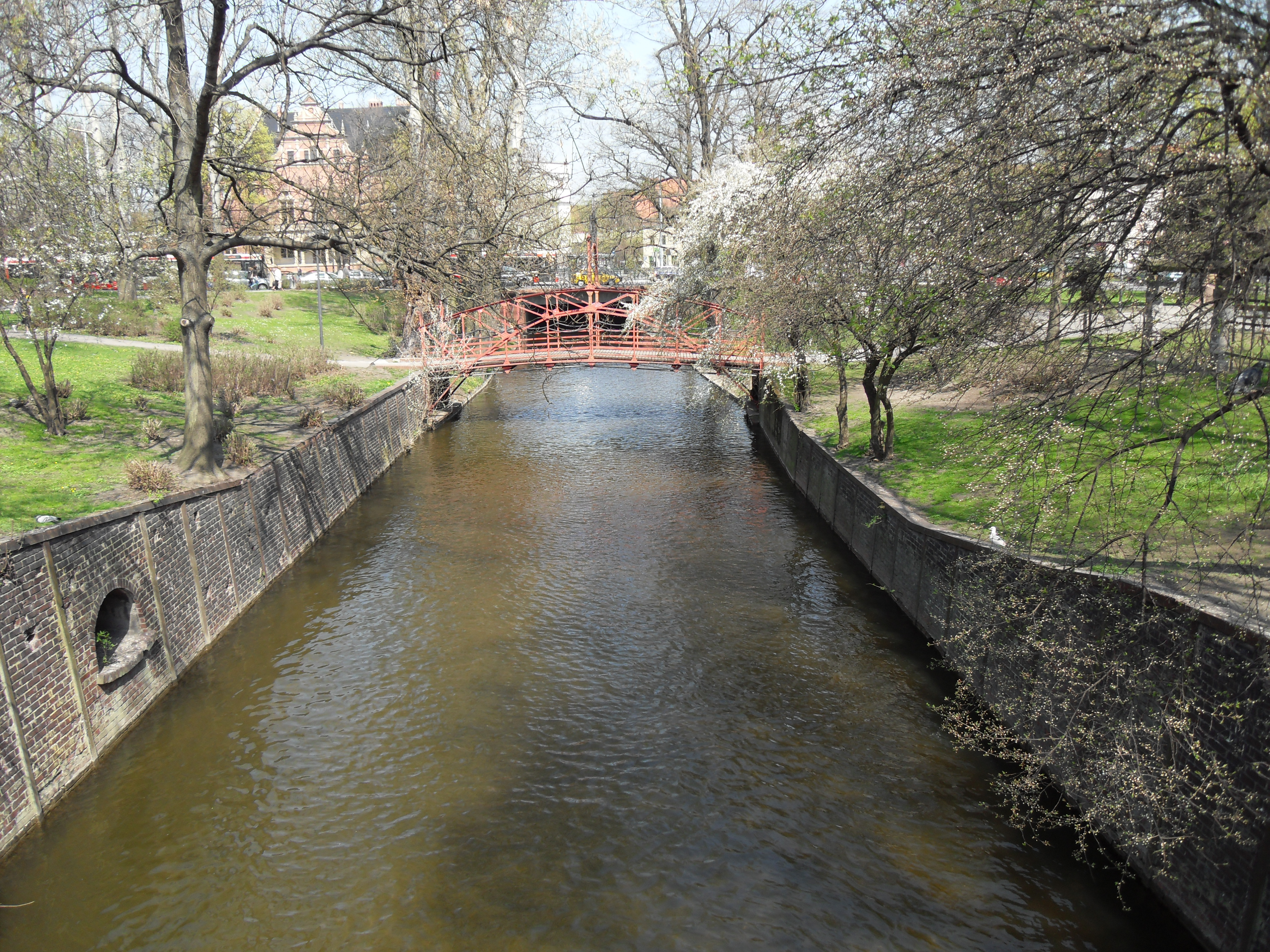
Kanał Raduni na Targu Rakowym

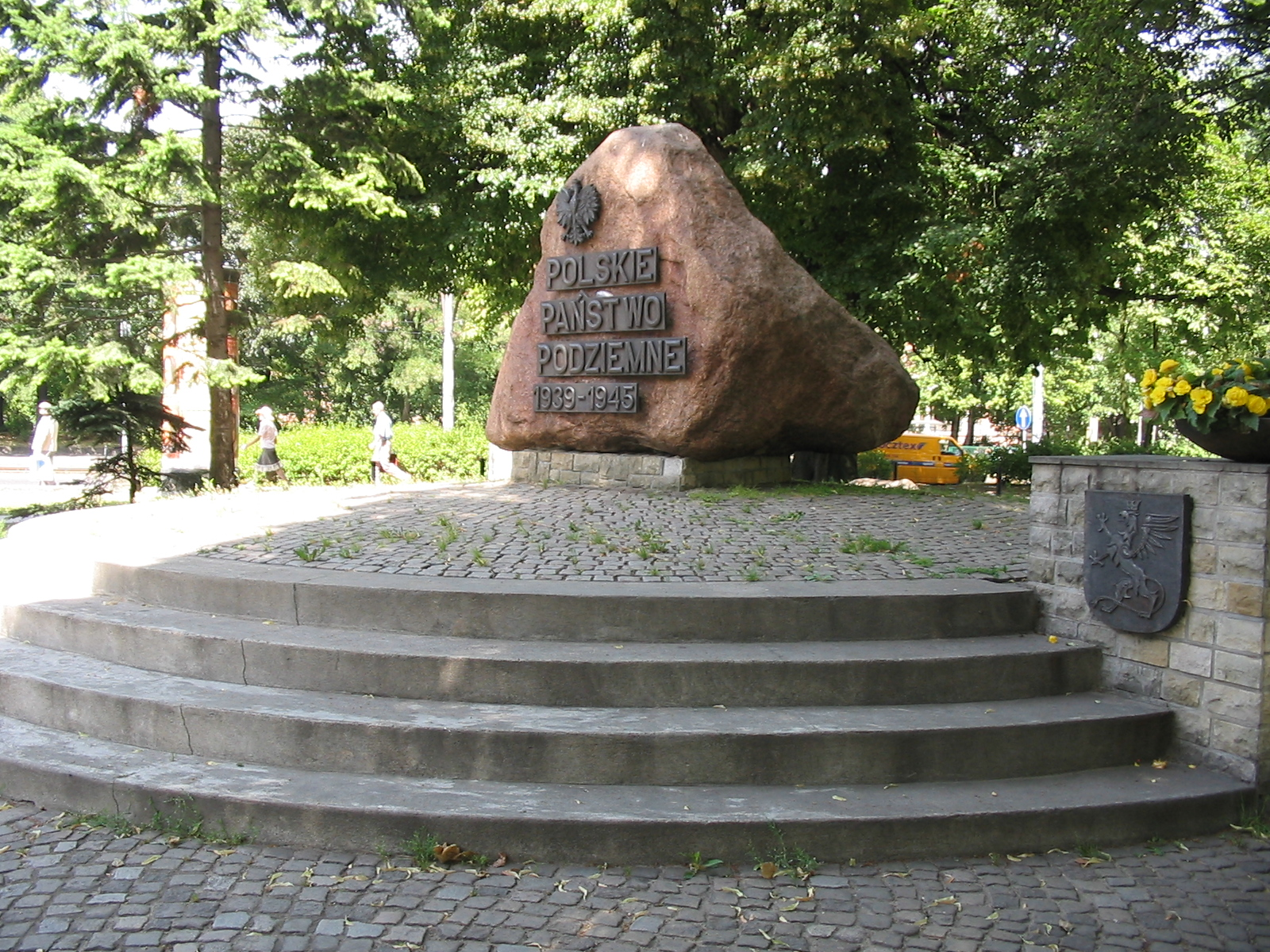
Pomnik Polskiego Państwa Podziemnego na Targu Rakowym

- Pomnik Marii Konopnickiej w Gdańsku
- Pomnik Polskiego Państwa Podziemnego
- Pomnik przyrody - miłorząb dwuklapowy o obwodzie 200 cm[6]
- Pomnik w hołdzie Harcerzom i Harcerkom[7]
- Skwer im. Polskich Harcerzy w byłym Wolnym Mieście Gdańsk